# 楠田英世

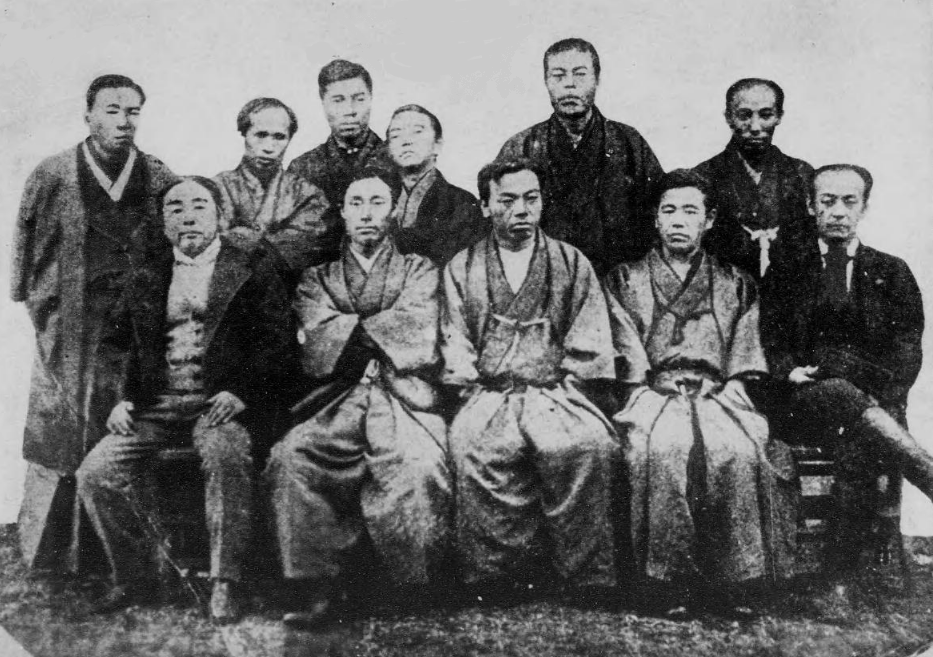
楠田英世明法権頭（前列右から2人目）。前列左より、玉乃世履権大判事、福岡孝弟大輔、江藤新平司法卿、楠田、渡辺驥少丞。後列左より、丹羽賢少丞、島本仲道警保頭 、松岡康毅七等出仕、松本暢権大判事（元壬生藩御典医・石崎誠庵）、尾崎忠治中判事、阪本政均警保助。1872年。

楠田 英世（くすだ ひでよ、文政13年11月19日（1831年1月2日） - 明治39年（1906年）10月22日）は、日本の武士・官僚。第一次新潟県知事・元老院議官。男爵。通称は十佐衛門、十助。

## 経歴
肥前佐賀藩に生まれる。明治元年（1868年）、会津戦争で仁和寺宮嘉彰親王の副参謀となる。明治2年2月22日（1869年4月3日）から同年7月27日（9月3日）まで新潟県知事を務めた。その後、大学少丞、同大丞、大史、司法少判事、制度御用兼勤、司法中判事などを経て、明治4年5月11日（1871年6月28日）、明法権頭になる。その後、司法大丞、司法大検事を兼任し、江藤新平や箕作麟祥らとともに民法会議に出席し旧民法の編纂に従事した。その後、司法省三等出仕、兼明法頭、法制課長、左院御用掛などを歴任。1876年（明治9年）4月8日より1884年（明治17年）4月30日まで元老院議官を務める。この間、訴訟法取調委員、民法編纂委員などを務め、1881年（明治14年）7月27日、登記法取調掛委員長に就任。明治39年（1906年）、死去。享年76。

## 栄典
- 1900年（明治33年）
  - 5月9日 - 男爵[4]
  - 6月20日 - 従三位[5]

## 家族・親族
妻・與野子は永倉久芳の次女。與野子との間に2男2女をもうけた。長女・千代子は長尾俊次郎と結婚し2女をもうけたが離婚したため俊次郎・千代子の長女・英子は英世の養女となった。長男・申八郎は英世の死後家督を相続し襲爵したが子がなかったため姪で父・英世の養女となった英子を自らの養女とし、保科正益の次男・咸次郎を婿養子として迎えた。咸次郎・英子夫妻の次女・相子は元三菱銀行頭取・田実渉に嫁いだ。